# Rosina ǁHoabes
Rosina ǁHoabes (* 1962 in Otavi, Namibia) ist eine namibische SWAPO-Politikerin. Sie war vom 2. Dezember 2010 bis zum 16. November 2012 Bürgermeisterin der atlantischen Seestadt Swakopmund, nachdem sie dieses Amt bereits von 2003 bis 2007 innehatte.
Die ausgebildete Lehrerin ist außerdem Abgeordnete des namibischen Bildungsministeriums und war Vorsitzende des Gemeindeverbands von Namibia (englisch Association of Local Authorities of Namibia).
Rosina ǁHoabes ist verheiratet, hat drei Kinder und lebt in Swakopmund.